# حمدی الصافی
حمدی الصافی (عربی: حمدي عوض الصافي؛ زادهٔ ۱۴ آوریل ۱۹۷۲) بازیکن والیبال اهل مصر بود.